# مراقبت‌گاه آربروات
مراقبت‌گاه آربروات (به انگلیسی: Arbroath Infirmary) بیمارستانی سرویس سلامت همگانی (ان اچ اس) اسکاتلند در اسکاتلند است که در ۱۸۴۵ میلادی ساخته شد.